# Megaselia stigmatica
Megaselia stigmatica är en tvåvingeart som först beskrevs av Schmitz 1920.  Megaselia stigmatica ingår i släktet Megaselia och familjen puckelflugor. Arten är reproducerande i Sverige. Inga underarter finns listade i Catalogue of Life.